# Médard Verburgh
Médard Verburgh (Roeselare, 1886 – Ukkel, 1957), was een Belgisch kunstschilder.

## Biografie
Médard Verburgh was de jongste van zijn gezin. Zijn ouders waren groothandelaar en winkelier in kruiden te Roeselare. Hij volgde les in het Klein Seminarie. Vanaf 1899 werkte hij als leerjongen bij de decorateur Emiel Duyvewaardt en bekwaade hij zich aan de plaatselijke Academie voor Bouw- en Tekenkunde. Hij was een klasgenoot van Alfons Blomme. In 1907 verhuisde hij naar Brussel waar hij bij een decorateur werkte en in de avond les volgde aan de Koninklijke Academie voor Schone Kunsten.
Zijn stijl werd in deze Brusselse periode impressionistisch getint. In 1913 bezocht hij Italië na het behalen van een kunstprijs. Hij kwam in contact met Rik Wouters en evolueerde naar het Brabants fauvisme. Zijn stijl werd vrolijker. Hij huwde in 1919 met Berthe Kestemont die ook zijn model werd. Van 1924 tot 1928 verbleef hij in Oostende. Hij kwam er in contact met schilders zo als Constant Permeke en begon expressionistisch te schilderen. Zijn favoriete thema uit die tijd waren visserstaferelen en zeezichten. Daarna verbleef Verburgh enkele jaren in New York, waar de wolkenkrabbers en rechte lanen hem inspireerden. Zijn kleurenpalet werd zachter. Na zijn Amerikaanse periode verbleef hij hoofdzakelijk op de Spaanse Balearen, eerst op Ibiza, later op Mallorca. De omgeving van de Middellandse Zee maakte zijn werken warmer en feller van kleur. In 1948 keerde hij met zijn gezin terug naar België.
- Gemeinsame Normdatei: 17428389X
- International Standard Name Identifier: 0000 0000 6704 0876
- Library of Congress Control Number: nr95045953
- RKD-Nederlands Instituut voor Kunstgeschiedenis: 80130
- Union List of Artist Names: 500042622
- Virtual International Authority File: 14664386
- WorldCat: E39PBJxMj68H7FPY9dDF98RMyd